# Lista de presidentes do Sporting Clube de Portugal
Na sua história, foram 43 os Presidentes do Sporting Clube de Portugal. O primeiro presidente do clube foi Alfredo Holtreman, Visconde de Alvalade, avô do fundador José Alvalade. O atual presidente, desde 2018, é Frederico Varandas. 
O presidente do clube mantém sempre o número da primeira presidência. Em 7 ocasiões, presidentes foram eleitos numa segunda presidência, com 1 ocasião numa terceira.

## Lista de Presidentes
| #           | Nome                                                    | Período                                                                       |
| ----------- | ------------------------------------------------------- | ----------------------------------------------------------------------------- |
| 1           | Alfredo Holtreman, Visconde de Alvalade                 | 8 de maio de 1906 até 3 de janeiro de 1910 (3 anos, 7 meses e 26 dias)        |
| 2           | Luís Caetano Pereira                                    | 4 de janeiro de 1910 até 25 de junho de 1910 (5 meses e 21 dias)              |
| 3           | José Alfredo Holtreman Roquette (José Alvalade)         | 26 de junho de 1910 até 1 de novembro de 1912 (2 anos, 4 meses e 3 dias)      |
| 2 (2ª vez)  | Luís Caetano Pereira                                    | 2 de novembro de 1912 até 4 de outubro de 1913 (11 meses e 2 dias)            |
| 4           | José da Mota Marques                                    | 5 de outubro de 1913 até 15 de novembro de 1914 (1 ano, 1 mês e 10 dias)      |
| 5           | Daniel Augusto de Queirós dos Santos                    | 16 de novembro de 1914 até 17 de abril de 1918 (3 anos, 5 meses e 1 dia)      |
| 6           | Mário de Lemos Pistacchini                              | 18 de abril de 1918 até 26 de julho de 1918 (3 meses e 8 dias)                |
| 7           | António Nunes Soares Júnior                             | 27 de julho de 1918 até 28 de dezembro de 1918 (5 meses e 1 dia)              |
| 6 (2ª vez)  | Mário de Lemos Pistacchini                              | 29 de dezembro de 1918 até 24 de julho de 1921 (2 anos, 6 meses e 25 dias)    |
| 7 (2ª vez)  | António Nunes Soares Júnior                             | 25 de julho de 1921 até 20 de novembro de 1921 (3 meses e 26 dias)            |
| 8           | Manuel Garcia Carabe                                    | 21 de novembro de 1921 até 13 de julho de 1922 (7 meses e 22 dias)            |
| 9           | Júlio Barreiros Cardoso de Araújo                       | 14 de julho de 1922 até 20 de julho de 1923 (1 ano e 6 dias)                  |
| 10          | Pedro Sanches Navarro                                   | 21 de julho de 1923 até 28 de julho de 1924 (1 ano e 7 dias)                  |
| 9 (2ª vez)  | Júlio Cipriano Cruz Barreiros Cardoso de Araújo         | 29 de julho de 1924 até 18 de fevereiro de 1925 (6 meses e 20 dias)           |
| 11          | José Salazar Carreira                                   | 19 de fevereiro de 1925 até 22 de fevereiro de 1926 (1 ano e 3 dias)          |
| 10 (2ª vez) | Pedro Sanches Navarro                                   | 23 de fevereiro de 1926 até 9 de maio de 1927 (1 ano, 2 meses e 16 dias)      |
| 7 (3ª vez)  | António Nunes Soares Júnior                             | 10 de maio de 1927 até 4 de setembro de 1928 (1 ano, 3 meses e 25 dias)       |
| 12          | Joaquim Guerreiro de Oliveira Duarte                    | 5 de setembro de 1928 até 21 de fevereiro de 1929* (5 meses e 16 dias)        |
| 13          | Eduardo Mário Costa                                     | 12 de março de 1929 até 2 de outubro de 1929 (6 meses e 20 dias)              |
| 14          | Álvaro José de Sousa                                    | 3 de outubro de 1929 até 26 de julho de 1931 (1 ano, 9 meses e 23 dias)       |
| 15          | Artur Silva                                             | 27 de julho de 1931 até 10 de fevereiro de 1932 (6 meses e 14 dias)           |
| 16          | Carlos Correia Pinto da Silva                           | 11 de fevereiro de 1932 até 22 de março de 1932 (1 mês e 11 dias)             |
| 17          | Álvaro Luís Retamoza Dias                               | 23 de março de 1932 até 27 de julho de 1932 (4 meses e 4 dias)                |
| 12 (2ª vez) | Joaquim Guerreiro de Oliveira Duarte                    | 28 de julho de 1932 até 1 de setembro de 1942 (10 anos, 1 mês e 4 dias)       |
| 18          | Augusto Amado de Aguilar                                | 2 de setembro de 1942 até 25 de outubro de 1943 (1 ano, 1 mês e 23 dias)      |
| 19          | Diogo Guilherme da Silva Alves Furtado                  | 26 de outubro de 1943 até 16 de novembro de 1943 (21 dias)                    |
| 20          | Alberto da Cunha e Silva                                | 17 de novembro de 1943 até 3 de novembro de 1944 (11 meses e 17 dias)         |
| 21          | Augusto Fernando Barreira de Campos                     | 4 de novembro de 1944 até 7 de fevereiro de 1946 (1 ano, 3 meses e 3 dias)    |
| 22          | António José Ribeiro Ferreira                           | 8 de fevereiro de 1946 até 12 de fevereiro de 1953 (7 anos e 4 dias)          |
| 23          | Carlos Cecílio Nunes Góis Mota                          | 13 de fevereiro de 1953 até 27 de fevereiro de 1957 (4 anos e 14 dias)        |
| 24          | Francisco Maria de Moncada do Casal-Ribeiro de Carvalho | 28 de fevereiro de 1957 até 14 de dezembro de 1958 (1 ano, 9 meses e 16 dias) |
| 25          | Guilherme Braga Brás Medeiros                           | 15 de dezembro de 1958 até 9 de maio de 1961 (2 anos, 4 meses e 24 dias)      |
| 26          | Gaudêncio Luís da Silva Costa                           | 10 de maio de 1961 até 18 de março de 1962 (10 meses e 8 dias)                |
| 27          | Joel Azevedo da Silva Pascoal                           | 19 de março de 1962 até 9 de maio de 1963 (1 ano, 1 mês e 20 dias)            |
| 28          | Horácio José de Sá Viana Rebelo                         | 10 de maio de 1963 até 28 de maio de 1964 (1 ano e 18 dias)                   |
| 29          | Martiniano Alexandre Pissarra Homem de Figueiredo       | 29 de maio de 1964 até 27 de julho de 1965 (1 ano, 1 mês e 28 dias)           |
| 25 (2ª vez) | Guilherme Braga Brás Medeiros                           | 28 de julho de 1965 até 3 de abril de 1973 (7 anos, 8 meses e 6 dias)         |
| 30          | Orlando Valadão Chagas                                  | 4 de abril de 1973 até 5 de abril de 1973 (1 dia)                             |
| 31          | Manuel Henriques de Nazareth                            | 5 de abril de 1973 até 6 de setembro de 1973 (5 meses e 1 dia)                |
| 32          | João António dos Anjos Rocha                            | 7 de setembro de 1973 até 2 de outubro de 1986 (13 anos e 25 dias)            |
| 33          | João Amado de Freitas                                   | 3 de outubro de 1986 até 27 de junho de 1988 (1 ano, 8 meses e 24 dias)       |
| 34          | Jorge Manuel Alegre Gonçalves                           | 28 de junho de 1988 até 30 de junho de 1989 (1 ano e 2 dias)                  |
| 35          | José de Sousa Cintra                                    | 1 de julho de 1989 até 1 de junho de 1995 (5 anos e 11 meses)                 |
| 36          | Pedro Miguel de Santana Lopes                           | 2 de junho de 1995 até 9 de abril de 1996 (10 meses e 7 dias)                 |
| 37          | José Alfredo Parreira Holtreman Roquette                | 10 de abril de 1996 até 31 de julho de 2000 (4 anos, 3 meses e 21 dias)       |
| 38          | António Augusto Serra Campos Dias da Cunha              | 1 de agosto de 2000 até 18 de outubro de 2005 (5 anos, 2 meses e 17 dias)     |
| 39          | Filipe Pinto Basto Soares Franco                        | 19 de outubro de 2005 até 5 de junho de 2009 (3 anos, 7 meses e 16 dias)      |
| 40          | José Eduardo Fragoso Tavares de Bettencourt             | 6 de junho de 2009 até 25 de março de 2011 (1 ano, 9 meses e 20 dias)         |
| 41          | Luís Filipe Fernandes David Godinho Lopes               | 27 de março de 2011 até 26 de março de 2013 (1 ano, 11 meses e 27 dias)       |
| 42          | Bruno Miguel de Azevedo Gaspar de Carvalho              | 27 de março de 2013 até 22 de junho de 2018 (5 anos, 2 meses e 26 dias)       |
| 43          | Frederico Nuno Faro Varandas                            | 9 de setembro de 2018 até ao presente (6 anos, 10 meses e 21 dias)            |

## Eleições
No Sporting, a expressão da percentagem do vencedor das eleições depende do número de votos que cada sócio possui no sufrágio, sendo possível, como registado em inúmeras ocasiões, que o candidato mais votado em número não vença. O número exato de votos ganha posteriormente expressão vezes o número de votos de cada sócio. 
A distribuição de votos é feita por anos de filiação. Se um sócio tiver 7 votos, o seu voto vale por 7. Os votos vão de 1 a 20, dependendo da variável da categoria de sócio (de Efetivo A a Efetivo D).  
| Ano                          | Eleito(a)                | Retrato                          | Percentagem | Candidato                         | Retrato |
| ---------------------------- | ------------------------ | -------------------------------- | ----------- | --------------------------------- | ------- |
| Eleição presidencial de 2022 | Frederico Varandas       |                                  | 85,88%      | Frederico Varandas (85,88%)       |         |
| Eleição presidencial de 2022 | Frederico Varandas       | Nuno Sousa (7,30%)               | 85,88%      |                                   |         |
| Eleição presidencial de 2022 | Frederico Varandas       | Ricardo Oliveira (2,95%)         | 85,88%      |                                   |         |
| Eleição presidencial de 2018 | Frederico Varandas       |                                  | 42,32%      | Frederico Varandas (42,32%)       |         |
| Eleição presidencial de 2018 | Frederico Varandas       | João Benedito (36,84%)           | 42,32%      |                                   |         |
| Eleição presidencial de 2018 | Frederico Varandas       | José Maria Ricciardi (14,55%)    | 42,32%      |                                   |         |
| Eleição presidencial de 2018 | Frederico Varandas       | Dias Ferreira (2,35%)            | 42,32%      |                                   |         |
| Eleição presidencial de 2018 | Frederico Varandas       | Tavares Pereira (0,90%)          | 42,32%      |                                   |         |
| Eleição presidencial de 2018 | Frederico Varandas       | Rui Jorge Rego (0,51%)           | 42,32%      |                                   |         |
| Eleição presidencial de 2017 | Bruno de Carvalho        |                                  | 86,13%      | Bruno de Carvalho (86,13%)        |         |
| Eleição presidencial de 2017 | Bruno de Carvalho        | Pedro Madeira Rodrigues (9,49%)  | 86,13%      |                                   |         |
| Eleição presidencial de 2013 | Bruno de Carvalho        |                                  | 53,69%      | Bruno de Carvalho (53,69%)        |         |
| Eleição presidencial de 2013 | Bruno de Carvalho        | José Couceiro (45,29%)           | 53,69%      |                                   |         |
| Eleição presidencial de 2013 | Bruno de Carvalho        | Carlos Severino (1,02%)          | 53,69%      |                                   |         |
| Eleição presidencial de 2011 | Luís Godinho Lopes       |                                  | 36,55%      | Luís Godinho Lopes (36,55%)       |         |
| Eleição presidencial de 2011 | Luís Godinho Lopes       | Bruno de Carvalho (36,15%)       | 36,55%      |                                   |         |
| Eleição presidencial de 2011 | Luís Godinho Lopes       | Dias Ferreira (16,54%)           | 36,55%      |                                   |         |
| Eleição presidencial de 2011 | Luís Godinho Lopes       | Pedro Baltazar (8,80%)           | 36,55%      |                                   |         |
| Eleição presidencial de 2011 | Luís Godinho Lopes       | Abrantes Mendes (1,95%)          | 36,55%      |                                   |         |
| Eleição presidencial de 2009 | José Eduardo Bettencourt |                                  | 89,43 %     | José Eduardo Bettencourt (89,43%) |         |
| Eleição presidencial de 2009 | José Eduardo Bettencourt | Paulo Pereira Cristóvão (10,57%) | 89,43 %     |                                   |         |